# Allan Carr
Allan Carr (Chicago, Illinois, 27 maart 1937 – Beverly Hills, Californië, 29 juni 1999) was een Amerikaanse film- en theaterproducer. Hij produceerde onder andere Grease, Grease 2 en Can't Stop the Music.

## Filmproducer
- 1969: The First Time[2]
- 1970: C.C. & Company[3]
- 1978: Grease[1]
- 1980: Can't Stop the Music[1]
- 1982: Grease 2
- 1984: Where the Boys Are
- 1984: Cloak and Dagger